# Cauê

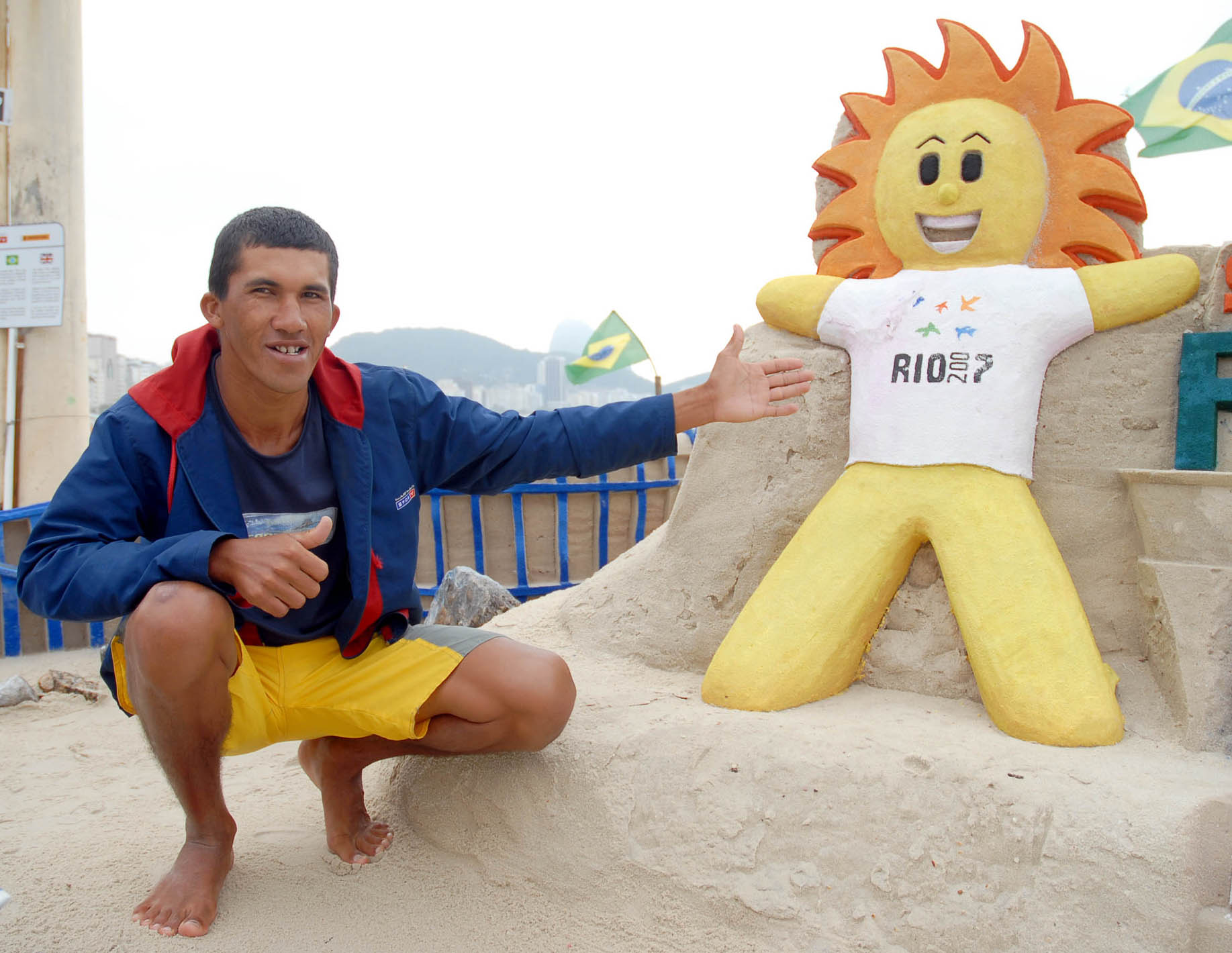
A mascote do Pan numa escultura de areia.

Cauê é a mascote dos Jogos Pan-Americanos de 2007 no Rio de Janeiro.
Por representar o cenário carioca, o espírito do brasileiro e valores olímpicos, como a tocha, o ouro e o conceito de campeão, foi apresentado ao público no dia 13 de julho de 2006, o Sol como mascote dos Jogos Rio 2007, sendo a primeira vez que uma mascote não representa um animal típico de seu país.

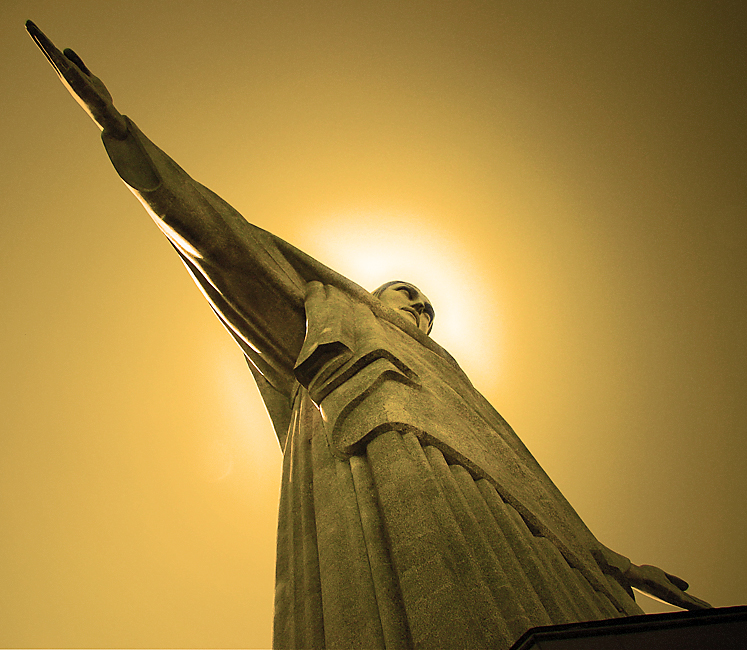
O Sol, como símbolo do Rio, visto do Corcovado.

Desenvolvida pelo escritório de criação Dupla Design, a mascote parecida com o sol, teve seu nome escolhido em votação popular. Entre as opções, três nomes selecionados após uma vasta pesquisa. Luca, nome de origem latina, que significa luminoso, nascido na terra da luz; Cauê, um nome próprio, derivado da saudação tupi "Cauê", que significa "Salve!"; e "Kuara", que significa "Sol", em guarani.
Na noite do dia 6 de agosto de 2006, no Morro do Corcovado, o envelope que continha o nome vencedor foi aberto pelo ex-nadador Gustavo Borges, com a presença do presidente do Comitê Olímpico Brasileiro (COB), Carlos Arthur Nuzman; de Claudinei Quirino; Hortência e Fernanda Venturini. A cerimônia foi transmitida ao vivo pela Rede Globo no programa Fantástico.
Cauê, nome de origem tupi, foi o vencedor. A eleição teve 1 226 563 votos, Cauê teve 37,94% de preferência. Kuará e Luca, as duas outras opções, ficaram, respectivamente, na segunda e terceira colocação.

## Ver também

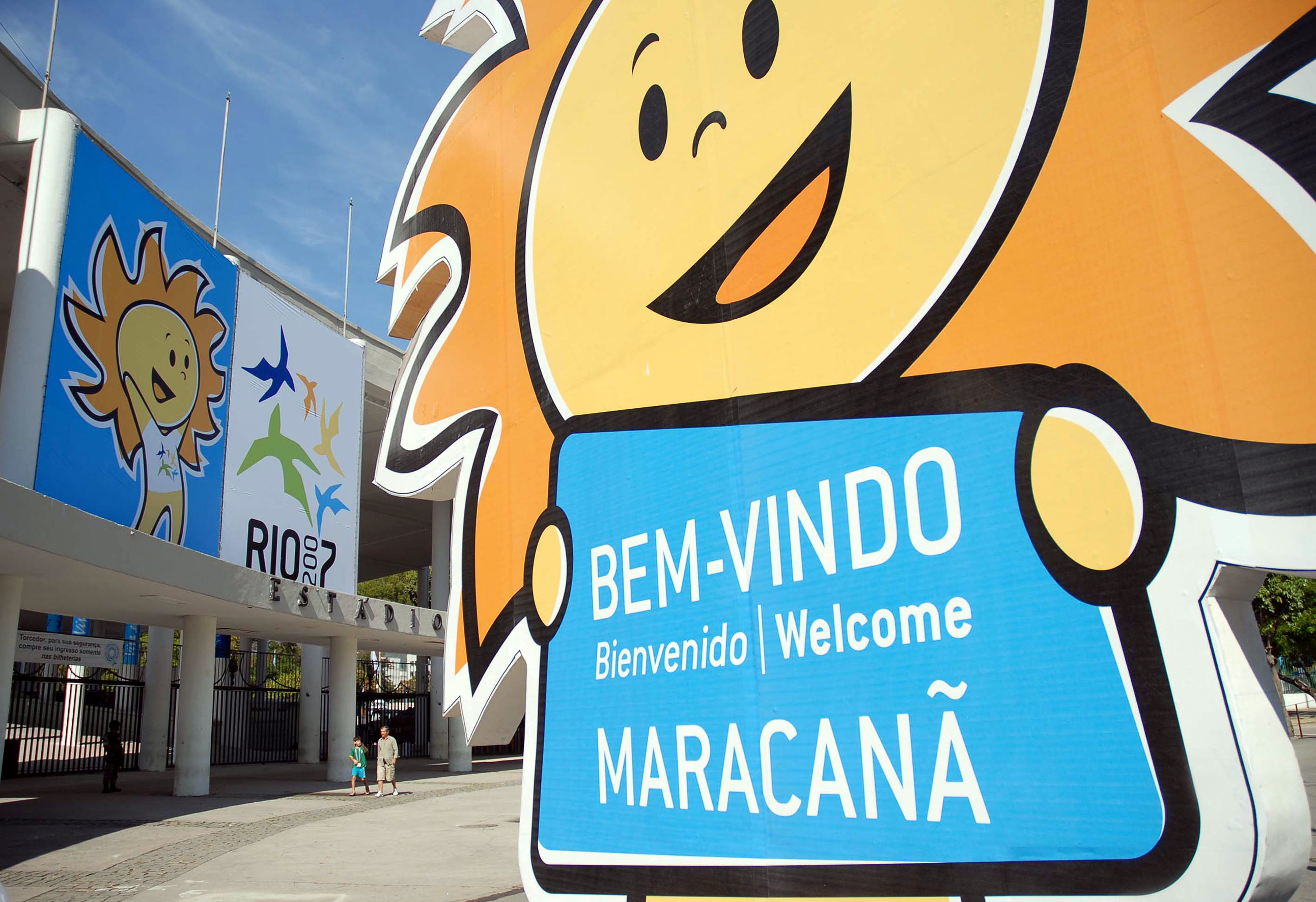
Cauê, mascote dos jogos na entrada do Maracanã.